# 伊瓜苏河畔上埃斯皮冈
伊瓜苏河畔上埃斯皮冈是巴西巴拉那州的一个市镇。总面积326.446平方公里，总人口5222人，人口密度16人/平方公里。